# Hollowman
Hollowman er en ep af det svenske dødsmetal-band Entombed der blev udgivet i 1993 gennem Earache Records. På denne udgivelse var Lars Göran Petrov vendt tilbage som vokalist. I 1996 blev ep'en genudgivet med bonusnummret "God of Thunder" der var en coversang af Kiss. Nummeret "Hellraiser" er en coversang af sountracket til filmen Hellraiser og indeholder et lydspor fra filmen"

## Numre
1. "Hollowman" – 4:30
2. "Serpent Speech" – 2:11
3. "Wolverine Blues" – 2:12 (Instrumental version)
4. "Bonehouse" 3:39
5. "Put off the Scent" – 3:19
6. "Hellraiser" – 5:43

## Musikere
- Nicke Andersson – Guitar, trommer
- Uffe Cederlund – Guitar, tamburin
- Lars Rosenberg – Bas
- Alex Hellid – Guitar
- Lars Göran Petrov – Vokal